# Canton de Châteauneuf-d'Ille-et-Vilaine
Le canton de Châteauneuf-d'Ille-et-Vilaine est une ancienne division administrative française, située dans le département d'Ille-et-Vilaine et la région Bretagne.

## Composition
Le canton de Châteauneuf-d'Ille-et-Vilaine comptait 14 374 habitants en 2012 (population municipale) et groupait neuf communes :
- Châteauneuf-d'Ille-et-Vilaine ;
- Lillemer ;
- Miniac-Morvan ;
- Plerguer ;
- Saint-Guinoux ;
- Saint-Père ;
- Saint-Suliac ;
- Le Tronchet ;
- La Ville-ès-Nonais.

### Évolution des territoires communaux
Contrairement à beaucoup d'autres cantons, le canton de Châteauneuf-d'Ille-et-Vilaine n'incluait aucune commune supprimée depuis la création des communes sous la Révolution. Depuis lors, deux communes ont été créées : La Ville-ès-Nonais en 1850 par prélèvement sur le territoire de Saint-Suliac et Le Tronchet en 1953 sur celui de Plerguer.

## Histoire
De 1833 à 1848, les cantons de Châteauneuf et de Pleurtuit (Dinard) avaient le même conseiller général. Le nombre de conseillers généraux était limité à trente par département.

## Représentation

### Conseillers généraux de 1833 à 2015
| Période | Période          | Identité                                          | Étiquette              | Qualité |
| ------- | ---------------- | ------------------------------------------------- | ---------------------- | --- |
| 1833    | 1833 (démission) | Louis Blaize père (1784-1864)                     | Centre gauche          | Négociant et armateur, conseiller municipal de Saint-Malo, ancien député (1830-1833), également élu par le canton de Saint-Malo et par le canton de Saint-Servan |
| 1833    | 1845 (décès)     | Fidèle-Marie Gaillard de Kerbertin                | Majorité ministérielle | Premier président de la cour royale de Rennes, député (1830-1842), président du conseil général                                                                  |
| 1845    | 1852             | Louis Bourdet                                     | Orléaniste             | Notaire honoraire commandant la garde nationale de Saint-Malo |
| 1852    | 1855 (décès)     | Mathurin Joseph Guibert (père)                    | Droite légitimiste     | Négociant et armateur à Saint-Servan |
| 1855    | 1888 (décès)     | Mathurin Auguste Guibert (fils )                  | Droite                 | Armateur à Saint-Servan |
| 1888    | 1895             | Mathurin Marie Joseph Guibert (fils du précédent) | Droite                 | Armateur à Saint-Servan |
| 1895    | 1937             | Pierre Lainé                                      | RG-Rad.                | Agriculteur, adjoint au maire de Saint-Guinoux, suppléant du juge de paix                                                                                        |
| 1937    | 1940             | François Rouvrais (1891-1978)                     | URD                    | Boucher, maire de Châteauneuf-d'Ille-et-Vilaine (1933-1977), conseiller d'arrondissement, nommé conseiller départemental en 1943                                 |
|         |                  |                                                   |                        | |
| 1945    | 1976             | François Rouvrais                                 | FR                     | Boucher, maire de Châteauneuf-d'Ille-et-Vilaine |
| 1976    | 1988             | Bernard Cos                                       | RI puis UDF-PR         | Commerçant à Miniac-Morvan |
| 1988    | 1994             | Jean Daniel                                       | PS                     | Chef de centre des télécommunications, maire-adjoint de Miniac-Morvan                                                                                            |
| 1994    | 2015             | Jean-Francis Richeux                              | DL > AC > PR > UDI     | Commerçant, maire de Saint-Père |

Le canton participe à l'élection du député de la septième circonscription d'Ille-et-Vilaine.

### Conseillers d'arrondissement (de 1833 à 1940)
| Période                                  | Période          | Identité                                  | Étiquette   | Qualité |
| ---------------------------------------- | ---------------- | ----------------------------------------- | ----------- | --- |
| 1833                                     | 1837 (décès)     | Jacques Épron des Jardins (1766-1837)     |             | Contre-amiral en retraite, maire de Saint-Servan                                                                         |
| 1837                                     | 1848             | M. Bossard                                |             | Avocat à Saint-Malo |
|                                          |                  |                                           |             | |
|                                          | 1894 (décès)     | Julien François Joseph Galène (1826-1894) |             | Négociant à La Ville-ès-Nonais                                                                                           |
|                                          |                  |                                           |             | |
| 1900                                     | 1904 (démission) | Édouard-Nicolas Delein                    | Républicain | Maire de Châteauneuf, nommé juge de paix à Questembert en 1904                                                           |
| 1904                                     | 1910             | Robert Henri Surcouf                      | Républicain | Grand propriétaire foncier, armateur, avocat et capitaine de cavalerie de réserve, maire de Plerguer, député (1898-1919) |
| 1910                                     | 1928             | Jean Fougeray                             | Radical     | Négociant en produits agricoles, membre de la chambre de commerce de Saint-Malo, adjoint au maire de Plerguer            |
| 1928                                     | 1934             | Charles Cron (1871-1936)                  | Radical     | Boulanger, minotier, négociant, maire de Miniac-Morvan                                                                   |
| 1934                                     | 1937             | François Rouvrais (1891-1978)             | URD         | Boucher, maire de Châteauneuf                                                                                            |
| 1940                                     |                  |                                           |             | Les conseils d'arrondissement ont été suspendus par la loi du 12 octobre 1940 et n'ont jamais été réactivés              |
| Les données manquantes sont à compléter. |                  |                                           |             | |

## Démographie
| 1962  | 1968  | 1975  | 1982  | 1990   | 1999   | 2006   | 2011   | 2012   |
| ----- | ----- | ----- | ----- | ------ | ------ | ------ | ------ | ------ |
| 8 562 | 8 258 | 8 472 | 9 501 | 10 212 | 10 533 | 12 525 | 13 985 | 14 374 |